# 도렐 비샨

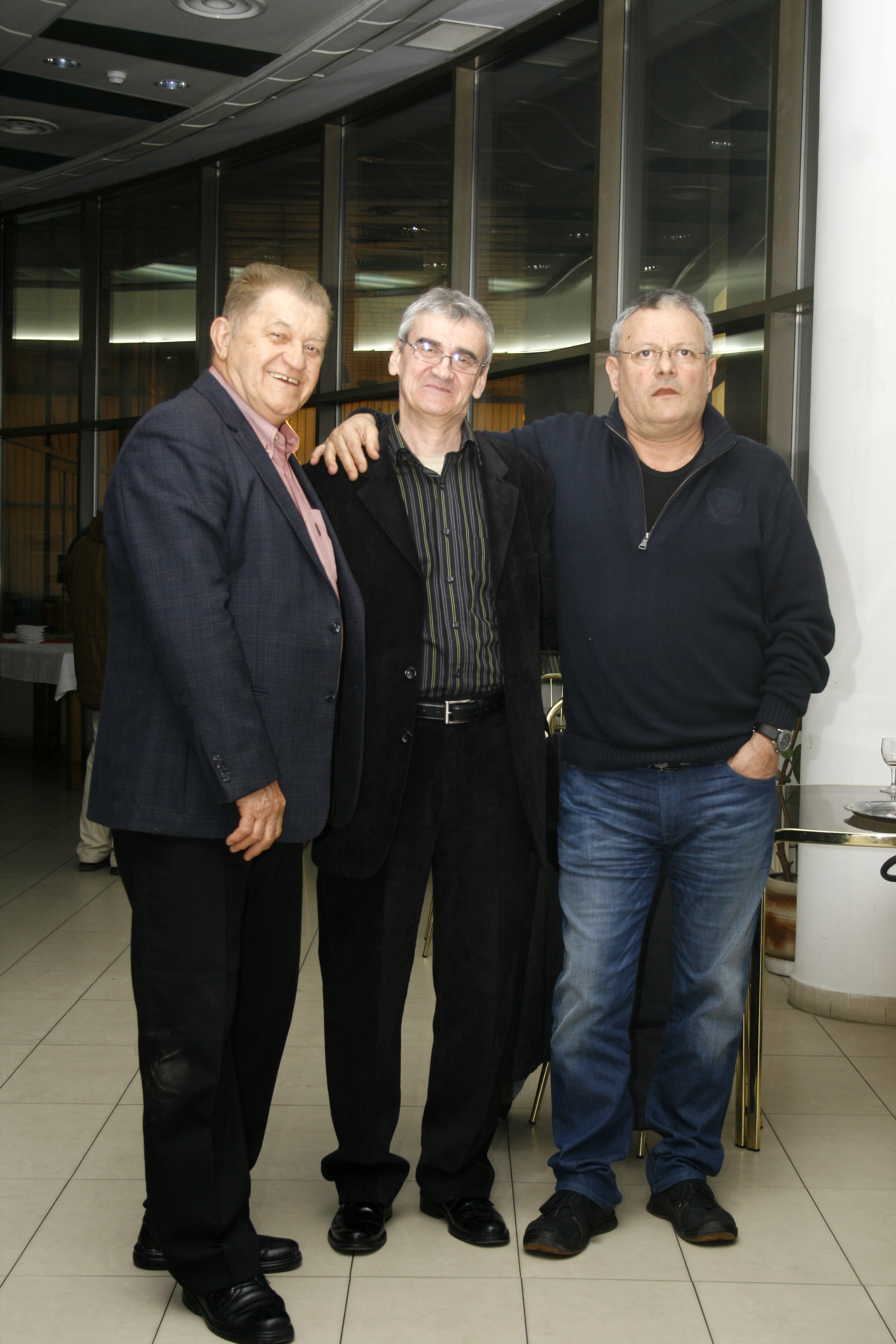

도렐 비샨(루마니아어: Dorel Vișan, 루마니아어 발음: [doˈrel viˈʃan], 1937년 6월 25일~)은 루마니아의 배우, 시인이다.

## 출연 작품

### 영화
- 오브 스네일스 앤드 멘 (2012년)
- 소 아이 세이 (2011년)
- 파스칼 도서관 (2010년)
- 달라스 지구 (2005년)
- 내겐 너무 멋진 서쪽 나라 (2002년)
- 너무 늦은 (1996년)
- 상원의원의 달팽이 (1995년)
- 참나무 (1992년)
- 숲속의 처녀 (1988년)
- 어 걸스 티어 (1980년)